# 谢堃
谢堃（?—1844年），初名均，字轡和，一字佩禾。清代甘泉（今江蘇揚州）人。
原籍江西，後遷扬州邵伯镇，曾任国子监生。不治生产，游食四方，常年客居山东。與富斌、盛大士、程虞卿等交游甚密。好詩詞，“行立坐卧，念念在在，无非诗者”。亦好收藏，精於鑑賞，搜藏古錢幣數十年。因所居之处名“春草堂”，又号“春草词人”。道光二十四年（1844）卒。著有《春草堂集》附刻传奇四种，另有《花木小志》一卷、《书画所见录》一卷、《金玉琐碎》一卷等。